# Edgewater (Maryland)
Edgewater es un lugar designado por el censo ubicado en el condado de Anne Arundel en el estado estadounidense de Maryland. En el Censo de 2010 tenía una población de 9.023 habitantes y una densidad poblacional de 909,85 personas por km².

## Geografía
Edgewater se encuentra ubicado en las coordenadas 38°56′17″N 76°33′13″O / 38.93806, -76.55361. Según la Oficina del Censo de los Estados Unidos, Edgewater tiene una superficie total de 9.92 km², de la cual 7.75 km² corresponden a tierra firme y (21.86%) 2.17 km² es agua.

## Demografía
Según el censo de 2010, había 9.023 personas residiendo en Edgewater. La densidad de población era de 909,85 hab./km². De los 9.023 habitantes, Edgewater estaba compuesto por el 88.81% blancos, el 2.26% eran afroamericanos, el 0.42% eran amerindios, el 1.87% eran asiáticos, el 0.02% eran isleños del Pacífico, el 4.1% eran de otras razas y el 2.52% pertenecían a dos o más razas. Del total de la población el 8% eran hispanos o latinos de cualquier raza.